# Algirdas Šemeta

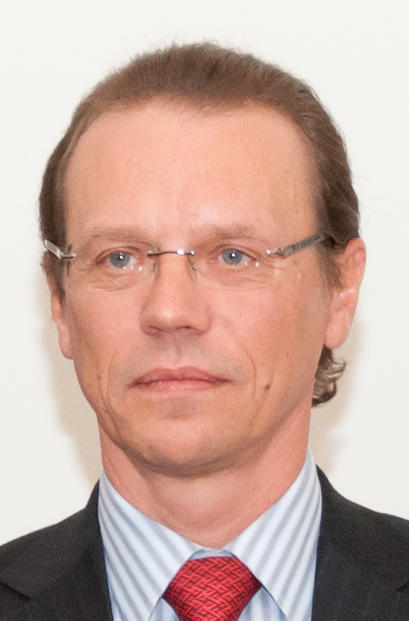
Algirdas Šemeta

Algirdas Gediminas Semeta (Vilna, Lituania, 23 de abril de 1962) es un economista y político lituano. En 1985 se graduó de la Facultad de Economía y Finanzas de Cibernética de la Universidad de Vilna y adquirió el título de economista y matemático.

## Carrera política
Fue ministro de Finanzas de su país entre 1997 y 1999 y más tarde entre 2008 y 2009. Ocupó además otros cargos dependientes del Gobierno.
Fue Comisario europeo de Fiscalidad y Unión Aduanera, Auditoría y Lucha contra el Fraude desde julio de 2009 hasta noviembre de 2014. Desde diciembre de 2014, Šemeta es el defensor del pueblo empresarial en Ucrania.